# VI koncert fortepianowy (KV 238)
VI Koncert fortepianowy B-dur (KV 238) - 6 Koncert na fortepian z towarzyszeniem orkiestry, jaki stworzył Wolfgang Amadeus Mozart. Skomponowany w styczniu 1776 roku w Salzburgu.

## CzęściKoncertu
1. Allegro aperto (około 6 minut)
2. Andante un poco adagio (około 4 minut)
3. Rondo: Allegro (około 4 minut)